# IC 3624
IC 3624 је елиптична галаксија у сазвјежђу Дјевица која се налази на листи објеката дубоког неба у Индекс каталогу.
Деклинација објекта је + 11° 58' 55" а ректасцензија 12h 39m 34,5s. Привидна величина (магнитуда) објекта IC 3624 износи 15,2 а фотографска магнитуда 16,2.